# Tour d'Algérie 2011
Le Tour d'Algérie 2011 s'est déroulé du 27 juin au 1er juillet, sur un parcours de 624 kilomètres d'Alger à  Chréa. Cette édition marque le retour du Tour d'Algérie après huit ans d'absence. La course fut remportée par le coureur algérien Azzedine Lagab.

## Parcours
La course se dispute sur un circuit découpé en cinq étapes allant d'Alger vers Aïn Defla pour une distance totale de 669 kilomètres. Le peloton passera par Ain Defla, Chlef, Tiaret et enfin Khemis Miliana jusqu'à l'arrivée à Chréa.
| Étape     | Date        | Villes étapes               | km  | Vainqueur d’étape    | Leader du classement général |
| --------- | ----------- | --------------------------- | --- | -------------------- | ---------------------------- |
| 1re étape | 27 juin     | Alger - Ain-Defla           | 149 | Natnael Berhane      | Natnael Berhane              |
| 2e étape  | 28 juin     | Ain-Defla - Chlef           | 105 | Azzedine Lagab       | Azzedine Lagab               |
| 3e étape  | 29 juin     | Chlef - Tiaret              | 163 | Youcef Reguigui      | Azzedine Lagab               |
| 4e étape  | 30 juin     | Tiaret - Khemis Miliana     | 162 | Frédéric Lubach      | Azzedine Lagab               |
| 5e étape  | 1er juillet | Khemis Miliana - Mont Chréa | 90  | Daniel Teklehaymanot | Azzedine Lagab               |

## Résultats

### Classement des étapes

#### 1reétape
| # | Équipe          | Pays     | Temps              |
| - | --------------- | -------- | ------------------ |
| 1 | Natnael Berhane | Érythrée | en 3 h 30 min 01 s |
| 2 | Adil Jelloul    | Maroc    | m.t.               |
| 3 | Azzedine Lagab  | Algérie  | m.t.               |
| 4 | Tarik Chaoufi   | Maroc    | + 5 s              |
| 5 | Steve Kerrien   | France   | m.t.               |

| # | Équipe          | Pays     | Temps              |
| - | --------------- | -------- | ------------------ |
| 1 | Natnael Berhane | Érythrée | en 3 h 30 min 01 s |
| 2 | Adil Jelloul    | Maroc    | m.t.               |
| 3 | Azzedine Lagab  | Algérie  | m.t.               |
| 4 | Tarik Chaoufi   | Maroc    | + 5 s              |
| 5 | Steve Kerrien   | France   | m.t.               |

#### 2eétape
| # | Équipe          | Pays     | Temps           |
| - | --------------- | -------- | --------------- |
| 1 | Azzedine Lagab  | Algérie  | 2 h 30 min 00 s |
| 2 | Frédéric Lubach | France   | + 16 s          |
| 3 | Youcef Reguigui | Algérie  | + 19 s          |
| 4 | Adil Jelloul    | Maroc    | m.t.            |
| 5 | Freqalsi Abrha  | Érythrée | m.t.            |

| # | Équipe          | Pays     | Temps           |
| - | --------------- | -------- | --------------- |
| 1 | Azzedine Lagab  | Algérie  | 6 h 00 min 01 s |
| 2 | Adil Jelloul    | Maroc    | + 19 s          |
| 3 | Natnael Berhane | Érythrée | m.t.            |
| 4 | Frédéric Lubach | France   | + 21 s          |
| 5 | Youcef Reguigui | Algérie  | + 24 s          |

#### 3eétape
| # | Équipe          | Pays     | Temps           |
| - | --------------- | -------- | --------------- |
| 1 | Youcef Reguigui | Algérie  | 4 h 14 min 44 s |
| 2 | Tarik Chaoufi   | Maroc    | m.t.            |
| 3 | Adil Jelloul    | Maroc    | m.t.            |
| 4 | Dawit Araya     | Érythrée | m.t.            |
| 5 | Natnael Berhane | Érythrée | m.t.            |

| # | Équipe          | Pays     | Temps            |
| - | --------------- | -------- | ---------------- |
| 1 | Azzedine Lagab  | Algérie  | 10 h 14 min 45 s |
| 2 | Adil Jelloul    | Maroc    | + 19 s           |
| 3 | Natnael Berhane | Érythrée | m.t.             |
| 4 | Frédéric Lubach | France   | + 21 s           |
| 5 | Youcef Reguigui | Algérie  | + 24 s           |

#### 4eétape
| # | Équipe          | Pays     | Temps           |
| - | --------------- | -------- | --------------- |
| 1 | Frédéric Lubach | France   | 3 h 37 min 34 s |
| 2 | Martijn Knol    | Pays-Bas | m.t.            |
| 3 | Youcef Reguigui | Algérie  | m.t.            |
| 4 | Adil Jelloul    | Maroc    | m.t.            |
| 5 | Tarik Chaoufi   | Maroc    | m.t.            |

| # | Équipe          | Pays     | Temps            |
| - | --------------- | -------- | ---------------- |
| 1 | Azzedine Lagab  | Algérie  | 13 h 52 min 19 s |
| 2 | Adil Jelloul    | Maroc    | + 19 s           |
| 3 | Natnael Berhane | Érythrée | m.t.             |
| 4 | Frédéric Lubach | France   | +21 s            |
| 5 | Youcef Reguigui | Algérie  | + 24 s           |

#### 5eétape
| # | Équipe               | Pays     | Temps           |
| - | -------------------- | -------- | --------------- |
| 1 | Daniel Teklehaymanot | Érythrée | 3 h 10 min 17 s |
| 2 | Tarik Chaoufi        | Maroc    | + 4 min 12 s    |
| 3 | Adil Jelloul         | Maroc    | m.t.            |
| 4 | Natnael Berhane      | Érythrée | m.t.            |
| 5 | Azzedine Lagab       | Algérie  | m.t.            |

| # | Équipe          | Pays     | Temps            |
| - | --------------- | -------- | ---------------- |
| 1 | Azzedine Lagab  | Algérie  | 13 h 52 min 19 s |
| 2 | Adil Jelloul    | Maroc    | + 19 s           |
| 3 | Natnael Berhane | Érythrée | m.t.             |
| 4 | Tarik Chaoufi   | Maroc    | + 33 s           |
| 5 | Nabil Baz       | Algérie  | m.t.             |

### Classements finals
| Classement général final | Classement général final | Classement général final | Classement général final    | Classement général final |
|                          | Coureur                  | Pays                     | Équipe                      | Temps                    |
| ------------------------ | ------------------------ | ------------------------ | --------------------------- | ------------------------ |
| 1er                      | Azzedine Lagab           | Algérie                  | GS Pétroliers               | en 13 h 52 min 19 s      |
| 2e                       | Adil Jelloul             | Maroc                    | Équipe nationale du Maroc   | + 19 s                   |
| 3e                       | Natnael Berhane          | Érythrée                 | Équipe nationale d'Érythrée | + 19 s                   |
| 4e                       | Tarik Chaoufi            | Maroc                    | Équipe nationale du Maroc   | + 33 s                   |
| 5e                       | Nabil Baz                | Algérie                  | GS Pétroliers               | + 33 s                   |
| 6e                       | Reda Aadel               | Maroc                    | Équipe nationale du Maroc   | + 47 s                   |
| 7e                       | Youcef Reguigui          | Algérie                  | GS Pétroliers               | + 52 s                   |
| 8e                       | Dawit Araya              | Érythrée                 | Équipe nationale d'Érythrée | + 59 s                   |
| 9e                       | Fregalsi Debesay         | Érythrée                 | Équipe nationale d'Érythrée | + 1 min 5 s              |
| 10e                      | Léo Jendillard           | France                   |                             | + 1 min 30 s             |
| modifier                 |                          |                          |                             |                          |

| Maillot             | Coureur          | Équipe           |
| ------------------- | ---------------- | ---------------- |
| Maillot jaune       | Azzedine Lagab   | GSP              |
| Maillot vert        | Youcef Reguigui  | GSP              |
| Maillot à pois      | Tarik Chaoufi    | Équipe nationale |
| Maillot blanc       | Natnael Berhane  | Équipe nationale |
| Maillot par équipes | Équipe nationale | Équipe nationale |